# Michel Desmurget
Michel Desmurget, né en 1965, est un chercheur français spécialisé en neurosciences cognitives.

## Biographie
Né d'un père français et d'une mère allemande, Michel Desmurget est docteur en neurosciences et directeur de recherche de l'INSERM. Il travaille dans l'unité mixte de recherche numéro 5529 du CNRS et de l'université de Lyon à l'Institut des Sciences Cognitives Marc Jeannerod.
Il a vécu près de huit ans aux États-Unis, travaillant dans plusieurs universités américaines, dont le MIT, l'université Emory et l'université de Californie à San Francisco. En 2011, il est nommé directeur de recherche à l'INSERM.
En 2011, il publie un ouvrage, TV Lobotomie - la vérité scientifique sur les effets de la télévision, qui dénonce les effets délétères de la télévision sur la santé et le développement cognitif, en particulier chez l'enfant. Il étudie également les effets de différents régimes amaigrissants sur l'organisme, et raconte son expérience dans L'Anti-régime, maigrir pour de bon.
En 2019, il publie La fabrique du crétin digital. Les dangers des écrans pour nos enfants et lors de ses interventions médiatiques, argumente et affirme la thèse d'une impossible construction cognitive de l'humain au seul « moyen des écrans », y compris dans l'interactivité offerte par le numérique. Il dénonce de fait les dangers des politiques publiques ou des comportements dans la sphère privée qui, renforçant leurs usages pour l'éducation des plus jeunes, les mettent en danger dans leur développement. Qualifié de « livre de salubrité publique » par France Inter, l'ouvrage reçoit une mention spéciale lors de la remise du prix Femina essai en novembre 2019.
En 2023, il publie Faites-les lire !: Pour en finir avec le crétin digital. Sa thèse est de favoriser la lecture dès le plus jeune âge, pour des bienfaits multiples sur le développement de l'enfant,.

## Débat
- Si vous ne connaissez pas le sujet, laissez ce bandeau (vous pouvez alors contacter les auteurs).
- Si vous supprimez le contenu mis en cause (vous pouvez préalablement contacter les auteurs),

argumentez précisément cette suppression dans la page de discussion
(un manque de référence n'est pas un argument ; une recherche réelle de référence doit avoir été effectuée, être formellement documentée).
La thèse de Michel Desmurget souligne que les enfants sont moins intelligents que leurs aînés à cause des écrans. 
Des chercheurs comme Grégoire Borst ou Franck Ramus proposent une pensée plus complexe[réf. nécessaire] en ciblant le contenu visionné sur l'écran et non l'objet. Grégoire Borst, un professeur de psychologie, souhaite un regard plus global de l'enfant en prenant en compte le milieu social de l'enfant qui est davantage déterminant dans le nombre de mots acquis par l'enfant.
Des études scientifiques, montrent que certains contenus permettaient d'enrichir le vocabulaire et d'obtenir des résultats plus élevés[Quoi ?] en matière de langage expressif.

## Publications
- Imitation et apprentissages moteurs : des neurones miroirs à la pédagogie du geste sportif, Solal, coll. « Neurosciences cognitives », 2006, 159 p. (ISBN 978-2-35327-003-3)
- Mad in U.S.A. : Les Ravages du modèle américain, Paris, Max Milo Éditions, 2008, 275 p. (ISBN 978-2-35341-037-8)
- TV Lobotomie : La Vérité scientifique sur les effets de la télévision, Paris, Max Milo Éditions, 2012, 320 p. (ISBN 978-2-315-00145-3)
- L'Anti-régime : Maigrir pour de bon, Paris, Belin éditeur, 2015, 352 p. (ISBN 978-2-7011-9500-1)
- La Fabrique du crétin digital. Les dangers des écrans pour nos enfants, Éditions du Seuil, 2019, 432 p. (ISBN 978-2021423310)
- Faites-les lire !: Pour en finir avec le crétin digital, Éditions du Seuil, 2023, 391 p. (ISBN 978-2-02-149293-4)